# Ентони Перкинс
Ентони Перкинс (4. април 1932 – 12. септембар 1992) био је амерички глумац, редитељ и певач. Био је номинован за Оскара за најбољег споредног глумца за свој други филм, Friendly Persuasion (1956), али је остао упамћен по улози Нормана Бејтса у Хичкоковом филму Психо (1960) и остала три наставка. 
Остали филмови у којима је глумио су: Fear Strikes Out (1957), The Matchmaker (1958), On the Beach (1959), Tall Story (1960), Процес (1962), Phaedra (1962), Five Miles to Midnight (1962), Pretty Poison (1968), Murder on the Orient Express (1974), Mahogany (1975), The Black Hole (1979), North Sea Hijack (1980), и Crimes of Passion (1984).

## Рани живот
Перкинс је рођен на Менхетну у држави Њујорк, син сценског и филмског глумца Осгуда Перкинса и његове супруге Џенет Еселстин (рођене Ран). Његов прадеда по оцу био је гравер дрвета Ендру Варик Стаут Ентони. Имао је пет година када му је отац умро.
Перкинс је био потомак путника из Мејфлор, Џона Хауланда. Похађао је Brooks School и Browne & Nichols School, преселивши се у Бостон 1942, а затим на Columbia University and Rollins College.

## Каријера
Перкинс је на филму дебитовао у филму  The Actress (1953). Филм је био комерцијално разочарање. Перкинс је први пут заиста примећен када је на Бродвеју заменио Џона Кера у главној улози Tea and Sympathy 1954. То је обновило холивудско интересовање за њега.
Перкинс је био запажен и на свом другом филму, Friendly Persuasion (1956), у режији Вилијама Вилера, у којем је глумио сина главног јунака, кога је глумио Гари Купер.
После тога Перкинс је глумио проблематичног бившег бејзбол играча Бостона Ред Сокса Џимија Пијерсала у биографском филму Fear Strikes Out (1957) и у два вестерна The Lonely Man (1957) (са Џеком Паленсеом) и The Tin Star (1957) (са Хенријем Фондом).
Објавио је три албума забавне музике и неколико синглова 1957. и 1958. за Epic и RCA Victor под именом Тони Перкинс. Његов сингл "Moon-Light Swim" био је умерен хит у Сједињеним Државама, досегавши 24. место на Билборд Хот 100 1957. године. Своје музичке таленте показао је у The Matchmaker (1958) са Ширли Бут и Ширли Маклејн.
Животни члан Глумачког студија, Перкинс је такође глумио у позоришту. Године 1958. номинован је за награду Тони за најбољег глумца у представи за перформанс у филму Look Homeward, Angel (1957–59) на Бродвеју. Играо је улогу Еугена Ганта.
Појавио се у филму This Angry Age (1958) за Колумбију и Desire Under the Elms (1958) за Парамаунт, са Софијом Лорен. Потом је убачен у The Matchmaker (1958).
Перкинс је глумио са Одри Хепберн Green Mansions (1959), један од неколико Хепбернових неуспеха. Био је осуђени млади отац у филму On the Beach (1959) и играо је светског првака у кошарци у Tall Story  (1960), а највише је остао упамћен по томе што је био филмски деби Џејн Фонде.
На Бродвеју је глумио у Франк Лесеровом мјузиклу Greenwillow (1960), за који је био номинован за још једну Тонијеву награду за најбољег глумца у мјузиклу.

### ФилмПсихо
Перкинс је у младости имао дечачки, озбиљан квалитет, који је подсећао на младог Џејмса Стјуарта, што је Алфред Хичкок искористио и унајмио га као Нормана Бејтса у филму Психо (1960). Филм је постигао критички и комерцијални успех, а Перкинс је стекао међународну славу својим наступом као убилачки власник мотела Бејтс. Перкинсовим наступом добио је награду за најбољег глумца Међународног одбора филмских рецензената. Улога и њени вишеструки наставци утицали су на остатак његове каријере.

### Европа
Перкинс се појавио у филму Goodbye Again (1961) са Ингрид Бергман, који је сниман у Паризу.
Појавио се у краткотрајној драми на Бродвеју, Harold (1962), затим је приказан у серији филмова снимљених у Европи: Phaedra (1962), снимљен у Грчкој са Мелином Меркури, у режији Џулс Дејсина; Five Miles to Midnight (1962) са Софијом Лорен; екранизована адаптација Кафкиног романа Процес, Процес Орсона Велса (1962); Le glaive et la balance (1963), сниман у Француској; и Une ravissante idiote (1964) са Брижит Бардо.

### Повратак у САД
За америчку телевизију, Перкинс се појавио у Evening Primrose (1966). Затим је отишао на Бродвеј да би се појавио у драми Нила Сајмона, The Star-Spangled Girl  (1966–67).
Глумио је у још једном француском филму, The Champagne Murders  (1967) за Клода Шаброла, а затим је снимио свој први холивудски филм од Psycho-а, Pretty Poison (1968) са Тјуздеј Велд. Филм није био толико успешан, али је постао један од омиљених у култури филма.

### Каснија каријера
Перкинс је поновио улогу Нормана Бејтса у три наставка Психа. Први, Психо 2 (1983), постигао је успех на благајнама двадесет и три године после оригиналног филма.
Перкинс је отишао у Аустралију да би се појавио у филму For the Term of His Natural Life (1983). После The Glory Boys (1984) за британску телевизију, Перкинс је за Кен Руасела направио филм Crimes of Passion (1984). Потом је глумио и режирао Психо 3 (1986).
Перкинс је имао споредне улоге у  Napoleon and Josephine: A Love Story (1987) и Destroyer (1988). Режирао је, али се није појавио у филму Lucky Stiff (1988). Перкинс је глумио у неким додатним хорор филмовима, Edge of Sanity (1989), Daughter of Darkness (1990) и I'm Dangerous Tonight (1990). Поново је глумио Нормана Бејтса у прављеном филму Психо 4: Почетак (1990).
Перкинс се појавио у шест телевизијских продукција између 1990. и 1992. године, укључујући Daughter of Darkness (1990) и водио хорор-антологијску серију од 12 епизода под називом Chillers (1990). Последњи наступ појавио је у филму In the Deep Woods (1992) са Розаном Аркет. Пристао је да обезбеди глас за улогу стоматолога, др. Волфа, у епизоди Симпсонових Last Exit to Springfield, али је умро пре него што је тај део могао да се сними. На крају, лик је изразио Симпсонов регуларни Хенк Азарија.
Перкинса је британски глумац Џејмс Дарси тумачио у биографској драми Hitchcock 2012. године, у којој су Ентони Хопкинс глумили Алфреда Хичкока и Хелен Мирен Алму Ревил, Хичкокову жену.

## Лични живот
Перкинс је био изузетно стидљив, посебно у друштву жена. Према постхумној биографији Split Image Чарлса Вајнкофа, до касних 30-их имао је искључиво хомосексуалне везе, укључујући глумца Таб Хунтера, уметника Кристофера Мејкоса, плесача Рудолфа Нурејева, композитора / текстописца Стивена Сондхајма и плесача-кореографа Грувера Дејла. Перкинс је такође описан као један од двојице великих људи у животу француског текстописца Патрика Лојзеа.
Перкинс је наводно прво хетеросексуално искуство имао у 39. години са глумицом Викторијом Принципал на снимању локације The Life and Times of Judge Roy Bean 1971. године. Фотографа Беринтија "Бери" Беренсона, млађу сестру глумице и модела Марис Беренсон, упознао је на забави на Менхетну 1972. Венчали су се када је он имао 41, а она 25 година, 9. августа 1973. године и имала два сина: режисера Оза Перкинса (рођена 2. фебруара 1974) и музичара Елвиса Перкинса (рођеног 9. фебруара 1976). Перкинс и Беренсон остали су у браку до његове смрти. 
Дан уочи девете годишњице његове смрти, Перкинсова удовица умрла је у 53. години у нападима на авионску компанију American Airlines Flight 11, 11. септембра 2001. Враћала се у свој калифорнијски дом након одмора на Кејп Коду.

## Смрт
Перкинсу је дијагностикован ХИВ током снимања филма Psycho IV: The Beginning, и умро је у свом дому у Лос Анђелесу 12. септембра 1992. године од упале плућа повезане са сидом у доби од 60 година. Његова урна с натписом „Don't Fence Me In“ налази се у олтару поред клупе на тераси његовог бившег дома на холивудским брдима.

## Галерија
- Ентони Перкинс у филму The Tin Star.
- Ентони Перкинс у филму The Tin Star.
- Ентони Перкинс за филм Психо.
- Ентони Перкинс и Џо Ван Флит, Look Homeward Angel, 1958. године.
- Ентони Хопкинс, сликан од стране Алана Ворена, Њујорк.

## Филмографија
| Година објаве | Назив филма                          | Улога                                     | Напомене |
| ------------- | ------------------------------------ | ----------------------------------------- | --- |
| 1953          | The Actress                          | Fred Whitmarsh                            | |
| 1956          | Friendly Persuasion                  | Josh Birdwell                             | Освојио - Golden Globe Award for Most Promising Newcomer – Male Номинован - Academy Award for Best Supporting Actor                                 |
| 1957          | Fear Strikes Out                     | Jim Piersall                              | |
| 1957          | The Lonely Man                       | Riley Wade                                | |
| 1957          | The Tin Star                         | Sheriff Ben Owens                         | |
| 1957          | This Angry Age                       | Joseph Dufresne                           | Алтернативни назив: The Sea Wall |
| 1958          | Desire Under the Elms                | Eben Cabot                                | |
| 1958          | The Matchmaker                       | Cornelius Hackl                           | |
| 1959          | Green Mansions                       | Abel                                      | |
| 1959          | On the Beach                         | Lt. Peter Holmes – Royal Australian Navy  | |
| 1960          | Tall Story                           | Ray Blent                                 | |
| 1960          | Psycho                               | Norman Bates                              | Освојио - International Board of Motion Picture Reviewers for Best Actor Номинован - Bambi Award for Best International Actor                       |
| 1961          | Goodbye Again                        | Philip Van der Besh                       | Освојио: Cannes Film Festival Award for Best Actor, David di Donatello for Best Foreign Actor; Номинован - Bambi Award for Best International Actor |
| 1962          | Phaedra                              | Alexis                                    | |
| 1962          | Five Miles to Midnight               | Robert Macklin                            | |
| 1962          | The Trial                            | Josef K                                   | |
| 1963          | Le glaive et la balance              | Johnny Parsons                            | Енглески називи: The Sword and the Balance and Two Are Guilty                                                                                       |
| 1964          | Une ravissante idiote                | Harry Compton / Nicholas Maukouline       | Енглески назив: The Ravishing Idiot |
| 1965          | The Fool Killer                      | Milo Bogardus                             | |
| 1966          | Is Paris Burning?                    | Sgt. Warren                               | |
| 1967          | The Champagne Murders                | Christopher Belling                       | Француски назив: Le scandale |
| 1968          | Pretty Poison                        | Dennis Pitt                               | |
| 1970          | Catch-22                             | Chaplain Tappman                          | Номинован - National Society of Film Critics Award for Best Supporting Actor                                                                        |
| 1970          | WUSA                                 | Rainey                                    | Номинован - National Society of Film Critics Award for Best Supporting Actor                                                                        |
| 1970          | How Awful About Allan                | Allan Colleigh                            | |
| 1971          | Someone Behind the Door              | Laurence Jeffries                         | Француски назив: Quelqu'un derrière la porte |
| 1971          | Ten Days' Wonder                     | Charles Van Horn                          | Француски назив: La Décade prodigieuse |
| 1972          | Play It as It Lays                   | B.Z. Mendenhall                           | |
| 1972          | The Life and Times of Judge Roy Bean | Reverend LaSalle                          | |
| 1973          | The Last of Sheila                   | N/A                                       | Написао заједно са Стивеном Сондајмом; Освојио: Edgar Allan Poe Award for Best Motion Picture Screenplay (поделио са Сондајмом)                     |
| 1974          | Lovin' Molly                         | Gid Frye                                  | |
| 1974          | Murder on the Orient Express         | Hector McQueen                            | |
| 1975          | Mahogany                             | Sean McAvoy                               | |
| 1978          | Remember My Name                     | Neil Curry                                | |
| 1978          | First, You Cry                       | Arthur Heroz                              | |
| 1978          | Les Misérables                       | Javert                                    | |
| 1979          | Winter Kills                         | John Cerruti                              | |
| 1979          | Twice a Woman                        | Alfred Boeken                             | Холандски назив: Twee vrouwen |
| 1979          | The Black Hole                       | Dr. Alex Durant                           | |
| 1980          | North Sea Hijack                     | Lou Kramer                                | Алтернативни назив: ffolkes and Assault Force |
| 1980          | Deadly Companion                     | Lawrence Miles                            | Алтернативни назив: Double Negative |
| 1983          | The Sins of Dorian Gray              | Henry Lord                                | |
| 1983          | Psycho II                            | Norman Bates                              | |
| 1984          | Crimes of Passion                    | Reverend Peter Shayne                     | |
| 1986          | Psycho III                           | Norman Bates                              | Такође је и режирао. Номинован - Saturn Award for Best Actor                                                                                        |
| 1988          | Destroyer                            | Robert Edwards                            | |
| 1988          | Lucky Stiff                          | N/A                                       | Режирао. |
| 1989          | Edge of Sanity                       | Dr. Henry Jekyll / Jack "The Ripper" Hyde | |
| 1990          | Daughter of Darkness                 | Anton / Prince Constantine                | |
| 1990          | I'm Dangerous Tonight                | Professor Buchanan                        | |
| 1990          | Psycho IV: The Beginning             | Norman Bates                              | |
| 1991          | A Demon in My View                   | Arthur Johnson                            | |
| 1992          | The Naked Target                     | El Mecano                                 | |
| 1992          | In the Deep Woods                    | Paul Miller, P.I.                         | |

### Телевизија
| Година објаве | Назив                                | Улога                       | Напомене                                                                     |
| ------------- | ------------------------------------ | --------------------------- | ---------------------------------------------------------------------------- |
| 1953          | The Big Story                        | Ralph Darrow                | Епизода: "Robert Billeter of the Pendleton Times of Franklin, West Virginia" |
| 1954          | Kraft Television Theatre             | Сам себе                    | Епизода: "The Missing Years"                                                 |
| 1954          | Armstrong Circle Theatre             | Philippe                    | Епизода: "The Fugitive"                                                      |
| 1954          | The Man Behind the Badge             | Pedro                       | Епизоде:"The East Baton Rouge Story", "The Case of the Narcotics Racket"     |
| 1955          | General Electric Theater             | West Wind                   | Епизода: "Mr. Blue Ocean"                                                    |
| 1955          | Windows                              | Benji                       | Епизода: "The World Out There"                                               |
| 1956          | Kraft Television Theatre             | Willie O'Reilly             | Епизода: "Home Is the Hero"                                                  |
| 1956          | Studio One                           | Clyde Smith                 | Епизода: "The Silent Gun"                                                    |
| 1956          | Front Row Center                     | Dexter Green                | Епизода: "Winter Dreams"                                                     |
| 1956          | Goodyear Television Playhouse        | Joey                        | Епизода: "Joey"                                                              |
| 1966          | ABC Stage 67                         | Charles Snell               | Епизода: "Evening Primrose"                                                  |
| 1968          | BBC Play of the Month                | Tommy Turner                | Епизода: "The Male Animal"                                                   |
| 1976          | Saturday Night Live                  | Сам себе / Норман Бејтс     | Епизода: "Anthony Perkins/Betty Carter"                                      |
| 1979          | The Horror Show                      | Сам себе / водитељ/ наратор | Телевизијски специјал                                                        |
| 1983          | For the Term of His Natural Life     | Reverend James North        | Минисерија (2 епизоде)                                                       |
| 1984          | The Glory Boys                       | Jimmy                       | Минисерија (3 епизоде)                                                       |
| 1987          | Napoleon and Josephine: A Love Story | Talleyrand                  | Минисерија (3 епизоде)                                                       |
| 1990          | Chillers                             | Сам себе / водитељ          | Серија (12 епизоде)                                                          |
| 1990          | The Ghost Writer                     | Anthony Strack              | Пилот епизода                                                                |

### Позориште
| Година објаве | Назив                  | Улога            | Позориште                                  | Напомене                          |
| ------------- | ---------------------- | ---------------- | ------------------------------------------ | --------------------------------- |
| 1954–55       | Tea and Sympathy       | Tom Lee          | Ethel Barrymore Theatre, New York City     | Broadway (уместо Џона Кера)       |
| 1957–59       | Look Homeward, Angel   | Eugene Gant      | Ethel Barrymore Theatre, New York City     | Broadway                          |
| 1960          | Greenwillow            | Gideon Briggs    | Alvin Theatre, New York City               | Broadway                          |
| 1962          | Harold                 | Harold Selbar    | Cort Theatre, New York City                | Broadway                          |
| 1966–67       | The Star-Spangled Girl | Andy Hobart      | Plymouth Theatre, New York City            | Broadway                          |
| 1970          | Steambath              | Tandy            | Truck and Warehouse Theater, New York City | Off-Broadway (режисер)            |
| 1974          | The Wager              | N/A              | Eastside Playhouse, New York City          | Off-Broadway (режисер)            |
| 1975–76       | Equus                  | Martin Dysart    | Plymouth Theatre, New York City            | Broadway (уместо Ентони Хопкинса) |
| 1979–80       | Romantic Comedy        | Jason Carmichael | Ethel Barrymore Theatre, New York City     | Broadway                          |

### Дискографија
| Година објаве | Албум                                         | Дискографска кућа |
| ------------- | --------------------------------------------- | ----------------- |
| 1957          | Orchestra Under the Direction of Martin Paich | Epic Records      |
| 1958          | On A Rainy Afternoon                          | RCA Victor        |
| 1958          | From My Heart...                              | RCA Victor        |
| 1964          | Anthony Perkins                               | Pathé             |